# Erzsébet Schaár
Erzsébet Schaár (ur. 29 lipca 1905 roku w Budapeszcie, zm. 29 sierpnia 1975 tamże) – węgierska rzeźbiarka i malarka.

## Życiorys

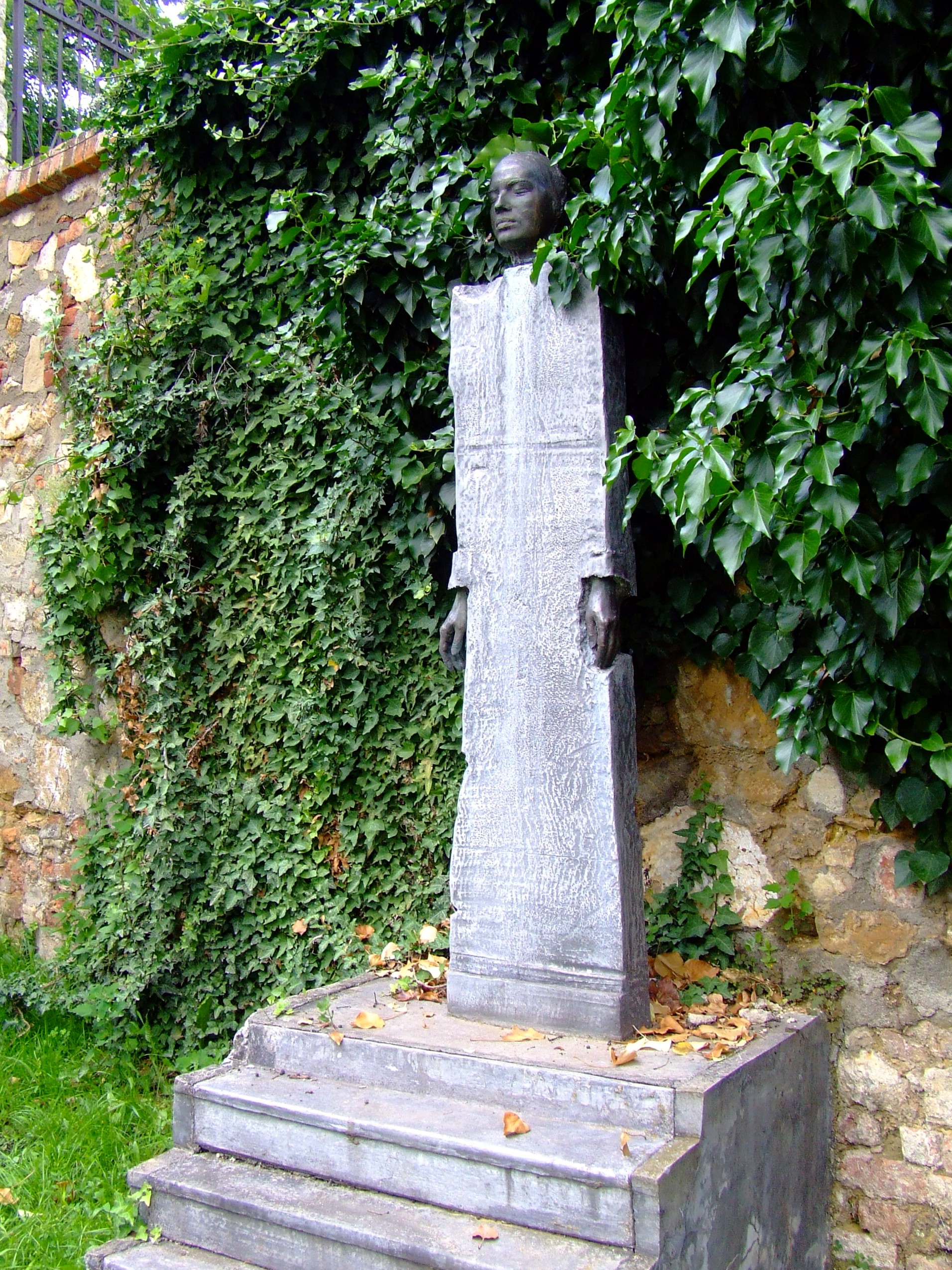
Pomnik jej autorstwa stojący w Peczu

W 1932 roku otrzymała nagrodę Young Artist Award w kategorii „Szinyei”. W 1935 roku poślubiła Tibora Vilta, również rzeźbiarza.
Jej pierwsza indywidualna wystawa odbyła się w 1932 roku w Budapeszcie. W latach 40. wykonywała małe drewniane płaskorzeźby, podobne do rzeźb Giacomettiego. Jednocześnie wzorowała się na kilku innych osobistościach. W swojej twórczości wykorzystywała także elementy i materiały architektoniczne; od czasu do czasu używa lekkiego styrenu, który tworzy przestrzenie o naturalnej wielkości, materiały zdolne do prostego cięcia nożem czy łatwe w piłowaniu.
W 1970 r. miała wystawę retrospektywną w Műcsarnok, a dwa lata później wystawiono jej sztukę w Antwerpii i Genewie. W 1977 roku w Wilhelm Lehmbruck Museum w Düsseldorfie odbyła się jej retrospektywa.
W Budapeszcie, Kecskemét, Miszkolcu, Peczu, Tihanach i innych miejscach wystawiono kilka jej miejskich posągów. Znaczna część jej prac znajduje się w Muzeum Króla Stefana w Székesfehérvárze.